# SdKfz 9半履带车
第9号特种车辆（德语：Sonderkraftfahrzeug 9，简称：Sd.Kfz. 9），又称18吨重型牵引车（Schwerer Zugkraftwagen 18t）或“FAMO”，是纳粹德国在二战期间所生产并广泛使用的一款重型半履带车，也是德国在战争期间所量产的半履带车中最重的一款。它的主要用途是牵引重型火炮或作为坦克维修车。

## 研发和生产
战前德国的半履带车主要由工程师海因里希·克尼普坎普负责设计，1933年纳粹上台之后他的设计被移交至各商业公司做进一步的开发与测试。位于布雷斯劳的FAMO收到了制造18吨半履带式重型牵引车的合同。第一辆原型车FM gr 1于1936年完成，采用迈巴赫HL98 TUK引擎，车长仅有7.7米。1938年完成了F 2型原型车，但与前一辆原型车区别不大。1939年的F 3型原型车最终成为了量产版本，定名为Sd.Kfz. 9。随着战争的进程它的设计也被不断简化，以减少造价和战略金属的使用。
VOMAG于1940年开始生产Sd.Kfz. 9。捷克的太脱拉则在1945年开始生产，并安装其103型引擎。从1938年至1945年之间，一共生产了约2,500辆。

## 设计特点

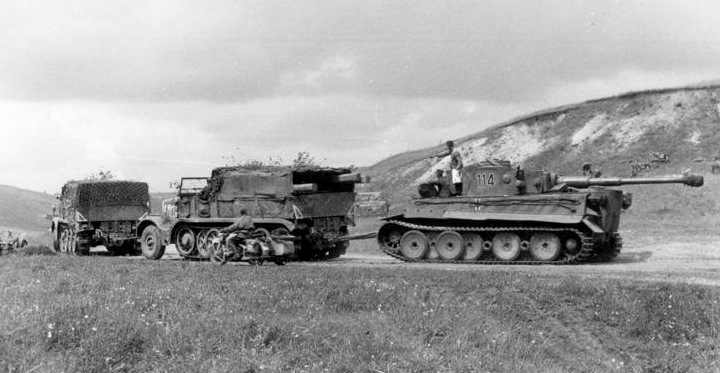
两辆牵引虎I坦克的Sd.Kfz. 9

Sd.Kfz. 9采用梯型车架，由一台迈巴赫HL108 TUKRM引擎提供动力，拥有两个容量分别为90升和230升的油箱。使用采埃孚G 65 VL 230同步啮合式变速器，有4个前进档和1个后退档。它的前轮和履带都可用于转向。转向幅度较小时只用使用前轮，大幅度转向时会对履带进行制动，从而利用履带进行转向。前轮使用板簧悬挂，履带采用扭杆悬挂，两边各有6个交错式负重轮，而最后方的后导轮则用来调整履带张力。
车身前部是乘员位，装有两条长椅，一条供驾驶员和副驾驶使用，另一条供其他乘员使用。车身后部的配置则视具体用途而定。运输型除了车身后部原有的载货空间之外，其前方的两侧还各有一个储物箱；炮兵型则有额外的两条长椅供跑组人员使用，并有放置弹药的空间。风挡可向前折叠或是卸下，可折叠帆布车顶安装在车尾上部，展开时则系在风挡上。
Sd.Kfz. 9的最大牵引能力达28吨，对于四号坦克之类的中型坦克完全足够。但牵引更重型的载具例如虎I坦克、豹式坦克或虎II坦克则需要2至4辆。牵引受损载具时会使用SdAh 116（Sonder-Anhänger 116）低架拖车。所有的Sd.Kfz. 9都在车身中部的载货空间正下方安装了一个绞盘。一些车辆的底盘后方加装了大型推土铲，以便在松软土地上回收坦克或其它重型载具时保持稳定。

## 衍生型号

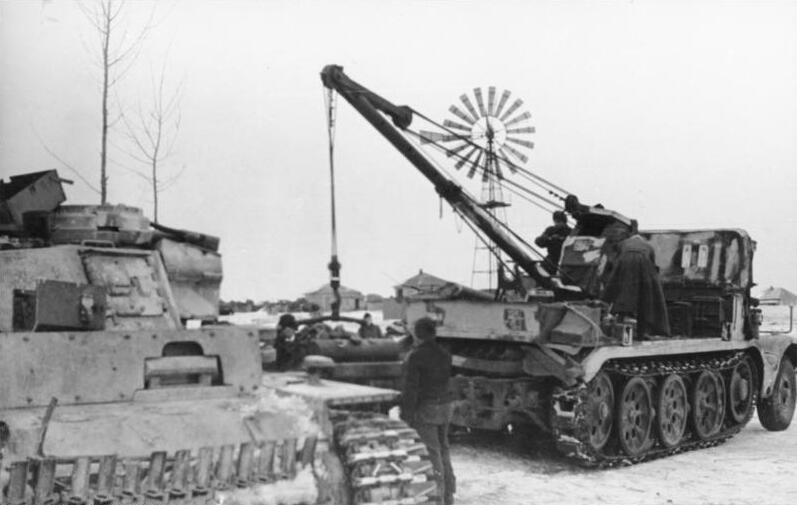
一辆正在起吊三号坦克引擎的Sd.Kfz. 9/1

### Sd.Kfz. 9/1、Sd.Kfz. 9/2
Sd.Kfz. 9/1 用一台负载6吨的起重机替代了原有的乘员长椅和载货空间，1941年9月开始配发至坦克维护单位。Sd.Kfz. 9/2则安装了一台负载10吨的油电驱动起重机，在使用时需要支撑臂以稳定。

### 自行88毫米高射炮
1940年，有15辆Sd.Kfz. 9被装上88毫米高射炮用以反坦克，命名为18吨牵引车自行88毫米18年式高射炮（8.8cm Flak 18 Selbstfahrlafette auf 18t Zugkraftwagen）。火炮被安装在可放下护栏的平台上，引擎和乘员位被14.5毫米的装甲覆盖，但也因此限制了火炮角度，使其无法向前发射。

### 书目
- Chamberlain, Peter, and Hilary L. Doyle. Thomas L. Jentz (Technical Editor). Encyclopedia of German Tanks of World War Two: A Complete Illustrated Directory of German Battle Tanks, Armoured Cars, Self-propelled Guns, and Semi-tracked Vehicles, 1933–1945. London: Arms and Armour Press, 1978 (revised edition 1993). ISBN 1-85409-214-6
- Spielberger, Walter J. Halftracked Vehicles of the German Army 1909-1945. Atlgen, PA: Schiffer, 2008 ISBN 978-0-7643-2942-5